# Diane Neal
Diane Neal  (Alexandria, 17 de novembro de 1976) é uma atriz estadunidense, mais conhecida por seu papel na série policial de sucesso Law & Order: SVU, como a promotora Casey Novak.

## Law & Order: Special Victims Unit

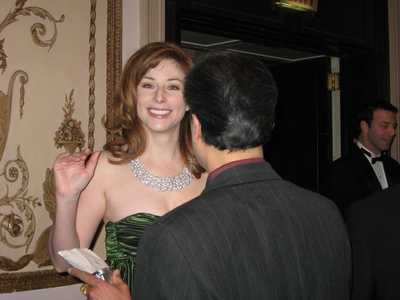
Diane Neal em 2008.

Depois da atriz ser convidada para participar do episódio "Ridículo" da 3ª temporada da série Law & Order: Special Victims Unit, Neal começou a interpretar a promotora Casey Novak na quinta temporada da série.
Seu primeiro episódio foi o quinto episódio da temporada, depois de Alex Cabot, interpretada por Stephanie March, foi baleada e colocada no programa de proteção a testemunhas. Ela continuou seu papel como Novak até o final de 9ª temporada, quando sua personagem saiu da série após ser censurado pela Ordem dos Advogados do Estado de Nova York.
No entanto, em 2011, Neal reprisou seu papel como Novak no episódio "Reparações" da 12ª temporada, quando Novak voltou a SVU e Cabot ficou como temporária. Depois de sua aparição, ela se tornou uma personagem recorrente na 13ª temporada. Ela foi vista pela última vez no episódio "Dia dos Namorados".
Neal disse sobre seu retorno à série na 13ª temporada a TV Guide, "Ela disse que com a volta de Stephanie March no elenco da série proporciona uma familiaridade para os telespectadores, agora que o original membro do elenco Christopher Meloni está desaparecido. "Eu acho que eles deveriam ser colocados na sala do tribunal juntos!" ela disse". Novak já apareceu em 112 episódios da série SVU e um episódio de Law & Order: Trial by Jury.
Neal também tem feito participações recorrentes na série NCIS, no papel da Agente da Guarda Costeira Abigail Borin. Sua aparição mais recente foi no episódio "Oil and Water", da 11ª temporada. Também desempenhou o mesmo papel em vários episódios da primeira temporada da série spin-off NCIS: New Orleans.